# Onda de calor no Chile em 2017
Durante o mês de janeiro de 2017, registraram-se uma série de ondas de calor no Chile, tiveram temperaturas máximas bem acima do normal na região central e Sul do Chile. Esta série de ondas de calor propiciaram os incêndios florestais em Chile de 2017.

## Evento principal
A onda de calor mais intensa, aconteceu nos dias 25, 26 e 27 de janeiro de 2017, tendo o dia 26 registrado as mais altas temperaturas dessa onda de calor. O evento concentrou-se entre as regiões Metropolitana de Santiago e da Araucanía, sendo mais intensa nas regiões do Maule e de Biobío. O fenómeno meteorológico bateu os recordes de temperaturas máximas jamais registadas nas cidades de Santiago, Chillán, Concepción e Quillón, sendo esta última, a maior temperatura máxima já registada oficialmente no Chile.
| Temperaturas máximas registadas durante a onda de calor | Temperaturas máximas registadas durante a onda de calor | Temperaturas máximas registadas durante a onda de calor | Temperaturas máximas registadas durante a onda de calor |
| ------------------------------------------------------- | ------------------------------------------------------- | ------------------------------------------------------- | ------------------------------------------------------- |
| Cidade                                                  | Data                                                    | Temperatura (°C)                                        |                                                         |
| Quillón                                                 | 26 de janeiro de 2017                                   | 44,9 °C (112,8 °F)                                      |                                                         |
| Cauquenes                                               | 26 de janeiro de 2017                                   | 44,5 °C (112,1 °F)                                      |                                                         |
| Quinchamalí                                             | 26 de janeiro de 2017                                   | 43,0 °C (109,4 °F)                                      |                                                         |
| Bulnes                                                  | 26 de janeiro de 2017                                   | 42,5 °C (108,5 °F)                                      |                                                         |
| Los Angeles                                             | 26 de janeiro de 2017                                   | 42,2 °C (108,0 °F)                                      |                                                         |
| Chillán                                                 | 26 de janeiro de 2017                                   | 41,4 °C (106,5 °F)                                      |                                                         |
| Pencahue                                                | 26 de janeiro de 2017                                   | 38,8 °C (101,8 °F)                                      |                                                         |
| Santiago                                                | 25 de janeiro de 2017                                   | 37,4 °C (99,3 °F)                                       |                                                         |
| Curicó                                                  | 25 de janeiro de 2017                                   | 37,3 °C (99,1 °F)                                       |                                                         |
| Santiago                                                | 20 de janeiro de 2017                                   | 36,9 °C (98,4 °F)                                       |                                                         |
| Chillán                                                 | 25 de janeiro de 2017                                   | 36,4 °C (97,5 °F)                                       |                                                         |
| Santiago                                                | 18 de janeiro de 2017                                   | 36,2 °C (97,2 °F)                                       |                                                         |
| Quillón                                                 | 25 de janeiro de 2017                                   | 36,0 °C (96,8 °F)                                       |                                                         |
| Talca                                                   | 25 de janeiro de 2017                                   | 36,0 °C (96,8 °F)                                       |                                                         |
| Bulnes                                                  | 25 de janeiro de 2017                                   | 36,0 °C (96,8 °F)                                       |                                                         |
| Santiago                                                | 13 de janeiro de 2017                                   | 35,7 °C (96,3 °F)                                       |                                                         |
| Santiago                                                | 19 de janeiro de 2017                                   | 35,5 °C (95,9 °F)                                       |                                                         |
| Temuco                                                  | 26 de janeiro de 2017                                   | 35,0 °C (95,0 °F)                                       |                                                         |
| Los Angeles                                             | 25 de janeiro de 2017                                   | 35,0 °C (95,0 °F)                                       |                                                         |

## Consequências
A onda de calor no Chile, foi caracterizado por ter apresentado condições climáticas adversas, pois atingiram o "fator 30-30-30", que significa que as temperaturas máximas estavam acima de 30 graus Celsius, a baixa umidade do ar (em torno de 30%) e os ventos tinham velocidades superiores a 30 quilômetros por hora.  A propagação do incêndio florestal que devastou a região centro-sul do Chile foi agravada pelas condições climáticas extremas que ocorreram no verão de 2017 no Chile.